# Rufanula
Rufanula is een geslacht van weekdieren uit de klasse van de Gastropoda (slakken).

## Soort
- Rufanula sextula Barnard, 1963